# (4483) Petöfi
(4483) Petöfi es un asteroide que forma parte del cinturón interior de asteroides y fue descubierto por Liudmila Gueorguievna Karachkina desde el Observatorio Astrofísico de Crimea, en Naúchni, el 9 de septiembre de 1986.

## Designación y nombre
Petöfi fue designado inicialmente como 1986 RC2.
Más adelante, en 1993, se nombró en honor del poeta húngaro Sándor Petőfi (1823-1849).

## Características orbitales
Petöfi orbita a una distancia media de 1,922 ua del Sol, pudiendo alejarse hasta 2,083 ua y acercarse hasta 1,761 ua. Tiene una excentricidad de 0,0838 y una inclinación orbital de 26,73 grados. Emplea 973,6 días en completar una órbita alrededor del Sol.
Petöfi pertenece al grupo asteroidal de Hungaria.

## Características físicas
La magnitud absoluta de Petöfi es 13,2 y el periodo de rotación de 4,333 horas.